# Myszków
Myszków è una città polacca del distretto di Myszków nel voivodato della Slesia.
Ricopre una superficie di 72,69 km² e nel 2007 contava 32 905 abitanti.

## Geografia fisica
La città è situata nel voivodato della Slesia dal 1999, mentre tra il 1975 e il 1998 ha fatto parte del voivodato di Częstochowa.